# Францішка Красінська
Францішка Красінська пол. Franciszka z Krasińskich (19 березня 1742, Малешова — 30 квітня 1796, Дрезден) — принцеса Польщі, третя дочка з чотирьох Станіслава Красінського і Анелі Гамецької, морганатична дружина герцога Курляндського Карла -Християна Саксонського, сина польського короля Августа III Фрідріха та Марії Жозефи Австрійської.

## Життєпис
У неї було три сестри: Барбара, дружина Міхала Свідзінського, Зофія та Марія. Спочатку вона жила зі своєю родиною у замку в Малешові. Пізніше вона переїхала до Варшави, під опіку своєї тітки Зофії Любомирської, де познайомилася зі своїм майбутнім чоловіком Каролем Крістіаном Веттіном, попри спроби пов'язати її з родиною Красінських. Весілля з польським князем відбулося тихо 25 березня 1760 року у Варшаві. Як результат, чоловік був стурбований виживанням свого князівства, і вони рідко зустрічалися. У свою чергу, Францішка також була політично активною і жила в різних палацах родичів та друзів. Лише після дев'ятнадци років подружжя вона народила йому єдину дочку Марію Христину Альбертину. Цей шлюб був морганічним. Однак у Польщі, де не існувало поняття морганського шлюбу, вона офіційно була принцесою. Шлюб Францішки та герцога Карла був офіційно визнаний сеймом у 1776 році, а чотирирічний сейм призначив їй довічну пенсію. Францішка Красінська, ймовірно, померла від раку молочної залози .

## Згадки в літературі
Клементина Танська-Гоффман, яку виховували в домі дочки Барбари Свідзінської з Красінських, найстаршої сестри Францішки, у Анелі за Міхалом Шимановським, вишогродський староста в Іздебно, присвятила їй роман «Щоденник Францішки Красінської в останні роки Августа III написаний». Письменницю цікавила її історія та замок у Малешові.
Окрім того, Францішек Корвін-Шимановський у своєму дослідженні про опікуна Гофманову подає у редакційній записці про долю листування Францішки Красінської та її дочки, Марії Христини, герцогині Каріньяно. Ці листи, що зберігалися у бабусі, перейшли до рук сім'ї онуки Марії Феліксівни Шимановської, що повідомляла у цитованій записці, що «деякі з них були втрачені під час революції тридцятих років». А щодо решти колекції, що збереглася у письмовій частині її батька, Петра Любіньського у палаці Замойських у Варшаві, «настала друга революція, щоб знищити їх». Йшлося про військовий обшук та спалення всіх документів внаслідок бомби, перекинутої з палацу наміснику Польщі генералу Бергу.

## Родовід
| Францішка Красінська | Батько: Станіслав Красінський | Дід: Олександр Красінський | Прадід: Микола Ян Красінський   | Прапрадід: Габріел Красінський  |
| Францішка Красінська | Батько: Станіслав Красінський | Дід: Олександр Красінський | Прадід: Микола Ян Красінський   | Прапрабаба: Софія Ланцкоронська |
| Францішка Красінська | Батько: Станіслав Красінський | Дід: Олександр Красінський | Прабаба: Софія Катажина Дершняк | Прапрадід: ?                    |
| Францішка Красінська | Батько: Станіслав Красінський | Дід: Олександр Красінський | Прабаба: Софія Катажина Дершняк | Прапрабаба: ?                   |
| Францішка Красінська | Батько: Станіслав Красінський | Баба: Соломія Трзінська    | Прадід: ?                       | Прапрадід: ?                    |
| Францішка Красінська | Батько: Станіслав Красінський | Баба: Соломія Трзінська    | Прадід: ?                       | Прапрабаба: ?                   |
| Францішка Красінська | Батько: Станіслав Красінський | Баба: Соломія Трзінська    | Прабаба: ?                      | Прапрадід: ?                    |
| Францішка Красінська | Батько: Станіслав Красінський | Баба: Соломія Трзінська    | Прабаба: ?                      | Прапрабаба: ?                   |
| Францішка Красінська | Мати: Анела Гамецька          | Дід: Стефан Гамецький      | Прадід: Войцех Гамецький        | Прапрадід: Олександр Гамецький  |
| Францішка Красінська | Мати: Анела Гамецька          | Дід: Стефан Гамецький      | Прадід: Войцех Гамецький        | Прапрабаба: Христина Потоцька   |
| Францішка Красінська | Мати: Анела Гамецька          | Дід: Стефан Гамецький      | Прабаба: Ізабела Катська        | Прапрадід: Войцех Катський      |
| Францішка Красінська | Мати: Анела Гамецька          | Дід: Стефан Гамецький      | Прабаба: Ізабела Катська        | Прапрабаба: ?                   |
| Францішка Красінська | Мати: Анела Гамецька          | Баба: Катажина Кросновська | Прадід: ?                       | Прапрадід: ?                    |
| Францішка Красінська | Мати: Анела Гамецька          | Баба: Катажина Кросновська | Прадід: ?                       | Прапрабаба: ?                   |
| Францішка Красінська | Мати: Анела Гамецька          | Баба: Катажина Кросновська | Прабаба: ?                      | Прапрадід: ?                    |
| Францішка Красінська | Мати: Анела Гамецька          | Баба: Катажина Кросновська | Прабаба: ?                      | Прапрабаба: ?                   |

## Біюліографія
- Сзеніч С., Онгіс, Видавництво Міністерство оборони, Варшава 1986, ст.. 219—222.
- Франциск Красінський Веттин, Курляндія і Семигалія, прабабуся з династії італійських королів. Спадщина родини Красінських у Свентокшиському регіоні під редакцією Даріуша Каліни, Радослава Кубіцького та Міхала Вардзиньського. Видавець: Канцелярія маршала Свентокшиського воєводства. Кільце-Лісов: 2012., ст. 244  Доступ: 2018-11-18.